# Вилльфельд, Райнер
Райнер Вилльфельд (нем. Rainer Willfeld; 1 февраля 1945) — немецкий футбольный тренер.

## Биография
Получив диплом тренера в Германии. Долгое время работал на африканском континенте, где в основном руководил молодежными и юниорскими командами. В 1988 году был наставником молодежной сборной Того на Чемпионате мира (U20) в Чили. Позднее вместе с юниорской сборной Буркина-Фасо немец стал третьим на Кубке африканских наций (U17). Этот результат позволил национальной команде во главе с Вилльфельд в 2009 году принять участие на ЧМ U17 в Нигерии. В рамках турнира «жеребцы» дошли до 1/8 финала.
С апреля 2014 года по февраль 2015 года немецкий специалист был главным тренером сборной Бурунди.

## Достижения
- Бронзовый призер Кубка африканских наций U17 (1): 2009.